# Luz Adiela Álvarez
Luz Adiela Álvarez Salazar (Cali, 20 de febrero de 1987) es una deportista colombiana que compite en judo. Ganó tres medallas en el Campeonato Panamericano de Judo entre los años 2009 y 2018.

## Palmarés internacional
| Campeonato Panamericano | Campeonato Panamericano  | Campeonato Panamericano | Campeonato Panamericano |
| Año                     | Lugar                    | Medalla                 | Categoría               |
| ----------------------- | ------------------------ | ----------------------- | ----------------------- |
| 2009                    | Buenos Aires (Argentina) | Medalla de plata        | –48 kg                  |
| 2012                    | Montreal (Canadá)        | Medalla de bronce       | –48 kg                  |
| 2018                    | San José (Costa Rica)    | Medalla de bronce       | –48 kg                  |